# Conus venezuelanus
Espèce
Statut de conservation UICN

 LC  : Préoccupation mineure
Conus venezuelanus est une espèce de mollusques gastéropodes marins de la famille des Conidae.
Comme toutes les espèces du genre Conus, ces escargots sont prédateurs et venimeux. Ils sont capables de « piquer » les humains et doivent donc être manipulés avec précaution, voire pas du tout.

## Description
La longueur maximale enregistrée de la coquille est de 27 mm. 

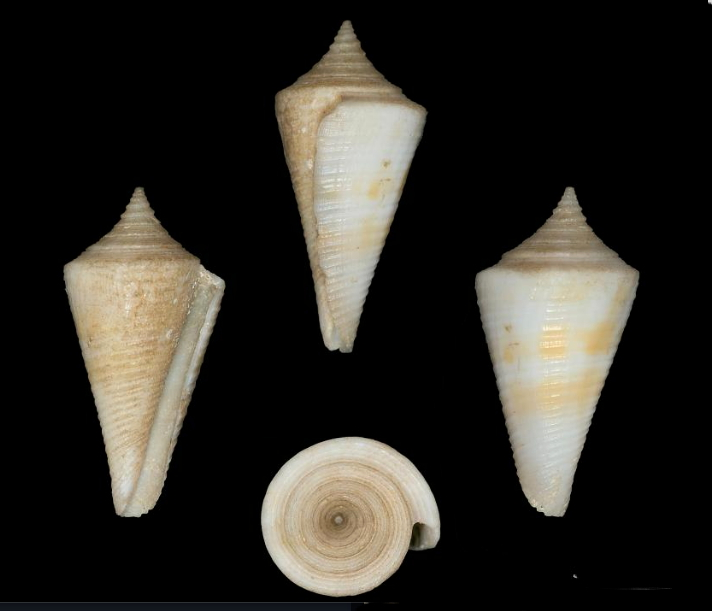
Coquille et protoconque de Conus venezuelanus (spécimen à la Smithsonian Institution).

## Distribution
Locus typicus : « Au large de Puerto Cabello, Golfo de Triste, Venezuela ».
Cette espèce est présente dans la mer des Caraïbes au large du Venezuela.

### Niveau de risque d’extinction de l’espèce
Selon l'analyse de l'UICN réalisée en 2011 pour la définition du niveau de risque d'extinction, cette espèce se trouve au large des côtes de la Colombie et du Venezuela. Il n'y a pas de menaces connues. Cette espèce est classée dans la catégorie préoccupation mineure.

## Taxonomie

### Publication originale
L'espèce Conus venezuelanus a été décrite pour la première fois en 1987 par le malacologiste américain Edward James Petuch (d) dans « Charlottesville, Virginia: The Coastal Education and Research Foundation »,.

### Synonymes
- Conasprelloides venezuelanus (Petuch, 1987) · non accepté
- Conus (Dauciconus) venezuelanus Petuch, 1987 · appellation alternative